# Галаба Паликрушева
Галаба Борисова Паликрушева, по мъж Назим (на македонска литературна норма: Галаба Паликрушева-Назим), е видна северномакедонска историчка, етноложка и университетска преподавателка.

## Биография
Родена е на 6 май 1928 година във Виница, тогава Кралството на сърби, хървати и словенци, днес в Северна Македония във видно българско семейство. Баща ѝ Борис Паликрушев е деец на Вътрешната македонска революционна организация, който след разгрома на Кралство Югославия през април 1941 година е избран за подпредседател на българския акционен комитет във Виница. Галаба Паликрушева завършва основно образование в родния си град, а средно - в Щип и Кочани. Първоначално започва да учи медицина в Скопие, но след това се мести да следва етнология във Философския факултет на Скопския университет, който завършва в 1954 година. В същата година е назначена за директор на Народния музей в Щип. В 1958 година е избарана за директор на Археологическия музей на Македония в Скопие.
Получава асистентско място по етнология в катедрата по география на Природо-математическия факултет на Скопския университет. По-късно на 6 ноември 1965 година защитава докторат в катедрата по история в същия факултет на тема „Ислямизация на торбешите и формирането на торбешката субгрупа“. Неин научен ръководител е доктор Миленко Филипович.
В 1970 - 1971 година Паликрушева публикува в най-четения вестник в републиката - „Нова Македония“, своите изследвания за торбешите от Река като прави голямото заключение за тяхната културна сродност с православните мияци. Тези твърдения на Паликрушева предизвикват бурни реакции в цяла Югославия, в която по това време се налага от комунистическите власти идеята за това, че съществува отделна народност - мюсюлмани, чиято етногенеза е завършена. За първи път мюсюлмани в смисъл на народност се появява в югославското преброяване от март 1971 година. Позициите на Паликрушева за сродност на торбешите и православните реканци се защитават и от нейния наследник Ниязи Лиманоски (1941 - 1997).
Тъй като в Природо-математическия факултет условията за развитие на етнологията са лоши, Паликрушева в 1967 година става научен сътрудник в отделението за османо-турския период в Института за национална история към университета. От 15 март 1979 година до пенсионирането си на 30 април 1984 година работи като изследовател на народните обичаи и игри и директор на Институт за фоклор при Скопския университет.
Плод на нейните усилия е формирането в 1984 - 1985 година на Института по етнология при Природо-математическия факултет, който по-късно прераства в Институт за етнология и антропология. Галаба Паликрушева преподава в него етнология, а с основаването на постдипломните курсове в 1999 - 2000 година, преподава теории на етноса.
В 1998 година е отличена с държавната награда „11 октомври“ за наука.
Умира на 26 декември 2009 година в Скопие.
В 2017 година докторската дисертация на Галаба Паликрушева „Ислямизация на торбешите и формирането на торбешката субгрупа“ е публикувана посмъртно.